# María Bouzas
María Xosé Rodríguez Bouzas, meglio nota come María Bouzas (Mugardos, 24 marzo 1962), è un'attrice spagnola, nota per aver interpretato il personaggio di Donna Francisca nella soap Il segreto  (El secreto de Puente Viejo).

## Biografia
È nata nella parrocchia di San Juan de Piñeiro, nel comune di Mugardos, provincia della Coruña, Galizia.
Ha studiato e si è formata come interprete nella scuola di arte drammatica di Madrid dal 1983 al 1987. Dapprima è divenuta popolare in Galizia, dove ha raggiunto il successo con le serie della galiziana TVG Pratos Combinados e Terra de Miranda, dove aveva il ruolo di protagonista.
In seguito ha preso parte a numerosi cortometraggi e produzioni teatrali, alcuni di questi della Compañía De Marías di cui è cofondatrice assieme all'amica María Pujalte.
È stata Presidente della "Academia Galega do Audiovisual", l'organizzatrice del "premios Mestre Mateo" dal 17 ottobre 2006 al 30 maggio del 2009, è stata poi sostituita da Xosé Manuel Olveira.
Dal 2011 al 2020 ha interpretato donna Francisca Montenegro, la "cattiva" della  telenovela di Antena 3 Il segreto.

## Filmografia

### Cinema
- El alquimista impaciente, regia di Patricia Ferreira (2002)
- El regalo de Silvia, regia di Dionisio Pérez (2003)
- Heroína, regia di Gerardo Herrero (2005)
- Abrígate, regia di Ramon Costafreda (2007)
- Atlas de geografía humana, regia di Azucena Rodríguez (2007)

### Televisione
- Un soño de verán (1992)
- A familia Pita (1996)
- Un mundo de historias (2000)
- Sara, regia di Silvia Quer (2003)
- Terra de Miranda (2001-2004)
- Il segreto - Soap opera (2011-2020)

## Riconoscimenti
- Candidatura come Migliore attrice di televisione (in Il segreto)
- Premio Compostela de Teatro –  Migliore interpretazione femminile protagonista (1993)
- Premio Compostela de Teatro –  Migliore interpretazione femminile protagonista (1995)
- Premio AGAPI –  Migliore interpretazione femminile protagonista (1996)
- Premio AGAPI –  Migliore interpretazione femminile protagonista (1997)
- Premio María Casares de Teatro –  Miglior attrice (2000)
- Premio Imaxe e Comunicación (2002)
- Premio Miglior Attrice Mostra del Cinena Latinoamericano per "Abrígate" (2007)
- Premio Grand Prix Corallo Città di Alghero – premio speciale (2015)